# Esteve Gilabert Bruniquer i Riera
Esteve Gilabert Bruniquer y Riera (Granollers, 1561-Barcelona 1642) fue un cronista, funcionario municipal y diplomático catalán, conocido por haber redactado la mayor parte de las Rúbricas de Bruniquer, una extensa obra en la que se recopilan y describen el conjunto de disposiciones, leyes, privilegios y hechos anotados en los dietarios de la ciudad de Barcelona entre los años 1249 y 1713.
Esteve nació en Granollers el 29 de julio de 1561. Su familia se trasladó a Barcelona, donde estudió derecho y ejerció de notario público a partir del 1591, dedicándose posteriormente a la notaría. En 1603 fue nombrado síndico de la ciudad. Por encargo del Consejo de Ciento dedicó gran parte de su vida a recopilar en una obra en formato de memorias donde constaran las disposiciones, leyes, privilegios y dietarios. También recogen hechos científicos y tecnológicos (casi todos relacionados con construcciones y la navegación) y muchas curiosidades de la vida diaria de la ciudad. Posteriormente su obra fue continuada por otros autores.

## Obras
- Rúbrica de privilegios reales. 1614. por encargo de los consejeros, formó la rúbrica de los privilegios reales, útil para consultar la dispersa documentación de concesiones reales.[3]
- Ceremonial dels Magnífics Consellers i Regiment de la Ciutat de Barcelona, más conocido actualmente como las "Rúbricas de Bruniquer". Se trata de una obra inmensa de casi dos mil páginas, recogidas en cinco volúmenes, en la que se describen el conjunto de disposiciones, leyes, privilegios y hechos anotados en dietarios de la ciudad de Barcelona entre los años 1249 y 1713. La obra original se conserva en el Archivo Histórico de la Ciudad de Barcelona, y desde el año 2018 se puede consultar desde la plataforma digital del ayuntamiento de Barcelona.[4]
- Sumaria relació de la antiga fundació y Chrystianisme de la Ciutat de Barcelona, 1632, Consell de Cent Diversorum no.7 fols 251-271. Memorial.[5]